# Najstariji ljudi u Hrvatskoj
Ovo je popis najstarijih ljudi koji su živjeli ili trenutno žive na području Hrvatske. Popis je ograničen na one koji su doživjeli 107 i više godina.
- Najstarija osoba, i jedina u Hrvatskoj koja je doživjela 110 godina (izuzev iseljenika) je bila Nina Valjalo (1908. – 2018.), koja je umrla u dobi od 110 godina i 115 dana.

- Najstariji muškarac u povijesti Hrvatske je bio Josip Kršul (1911. – 2021.), koji je umro u dobi od 109 godina i 85 dana.

- Trenutno je najstarija živuća osoba u Hrvatskoj Hilda Hećej (rođena 23. travnja 1918.) u dobi od 107 godina, a najstariji živući muškarac u Hrvatskoj je Zdenko Premzl (rođen 25. srpnja 1919.) u dobi od 106 godina. Najstarija živuća osoba rođena na području današnje Hrvatske je Milka Bauković (rođena 5. veljače 1915.) koja živi u Srbiji u dobi od 110 godina.[1]

## Najstariji ljudi u Hrvatskoj (107+)
Potvrđena dob (umrli)

      Potvrđena dob (živi)

      Nepotvrđena dob

| Мjesto | Ime                   | Spol | Datum rođenja       | Datum smrti         | Dob                  |
| ------ | --------------------- | ---- | ------------------- | ------------------- | -------------------- |
| 1.     | Nina Valjalo          | Ž    | 6. srpnja 1908.     | 29. listopada 2018. | 110 godina, 115 dana |
| 2.     | Маra Gabelica         | Ž    | 8. rujna 1914.      | 27. svibnja 2024.   | 109 godina, 262 dana |
| 3.     | Marija Herman         | Ž    | 23. ožujka 1915.    | 28. listopada 2024. | 109 godina, 218 dana |
| 4.     | Ruža Sertić           | Ž    | 16. svibnja 1893.   | 4. listopada 2002.  | 109 godina, 141 dan  |
| 5.     | Josip Kršul           | M    | 10. prosinca 1911.  | 5. ožujka 2021.     | 109 godina, 85 dana  |
| 6.     | Аnđela Šoštarić       | Ž    | 2. kolovoza 1913.   | 8. svibnja 2022.    | 108 godina, 279 dana |
| 7.     | Јеla Kranjčić         | Ž    | 15. ožujka 1893.    | 9. prosinca 2001.   | 108 godina, 269 dana |
| 8.     | Аnđa Perić            | Ž    | 13. listopada 1910. | 7. veljače 2019.    | 108 godina, 117 dana |
| 9.     | Каtarina Pucić        | Ž    | 19. travnja 1909.   | 27. travnja 2017.   | 108 godina, 8 dana   |
| 10.    | Hana Nepomučki Šubert | Ž    | 2. veljače 1868.    | 1. siječnja 1976.   | 107 godina, 333 dana |
| 11.    | Маrija Bibulić        | Ž    | 5. lipnja 1913.     | 16. travnja 2021.   | 107 godina, 315 dana |
| 12.    | Маrgarita Dorkin      | Ž    | 10. listopada 1915. | 16. svibnja 2023.   | 107 godina, 218 dana |
| 13.    | Аnte Toni Beritić     | М    | 14. siječnja 1895.  | 27. srpnja 2002.    | 107 godina, 194 dana |
| 14.    | Dora Sukanec          | Ž    | 1. veljače 1903.    | 29. srpnja 2010.    | 107 godina, 178 dana |
| 15.    | Hilda Hećej           | Ž    | 23. travnja 1918.   | Živa je             | 107                  |
| 16.    | Božo Kralj            | М    | 9. listopada 1915.  | 30. siječnja 2023.  | 107 godina, 113 dana |
| 17.    | Тоmica Mudrinić       | Ž    | 21. prosinca 1908.  | 31. ožujka 2016.    | 107 godina, 101 dan  |
| 18.    | Ivan Jaklič           | М    | 4. prosinca 1899.   | 21. siječnja 2007.  | 107 godina, 48 dana  |
| 19.    | Јоsipa Talan          | Ž    | 17. veljače 1912.   | 2. travnja 2019.    | 107 godina, 44 dana  |
| 20.    | Izolda Krmpotić       | Ž    | 2. rujna 1907.      | 13. rujna 2014.     | 107 godina, 11 dana  |
| 21.    | Каta Čavić            | Ž    | 7. studenog 1901.   | 14. studenog 2008.  | 107 godina, 7 dana   |

## Najstariji hrvatski iseljenici (108+)
| Мjesto | Ime                  | Spol | Datum rođenja       | Datum smrti         | Dob                  | Mjesto smrti/stanovanja |
| ------ | -------------------- | ---- | ------------------- | ------------------- | -------------------- | ----------------------- |
| 1.     | Јеlisaveta Veljković | Ž    | 18. srpnja 1904.    | 20. listopada 2016. | 112 godina, 94 dana  | Srbija                  |
| 2.     | Маrgerita Butiri     | Ž    | 8. svibnja 1908.    | 23. lipnja 2020.    | 112 godina, 46 dana  | Kanada                  |
| 3.     | Маrija Ruljančić     | Ž    | 14. lipnja 1913.    | 18. svibnja 2024.   | 110 godina, 339 dana | Australija              |
| 4.     | Мilka Bauković       | Ž    | 5. veljače 1915.    | Živa је             | 110                  | Srbija                  |
| 5.     | Hermina Dunc         | Ž    | 24. veljače 1898.   | 14. lipnja 2008.    | 110 godina, 111 dana | Austrija                |
| 6.     | Каrolina Pular       | Ž    | 9. studenog 1908.   | 16. veljače 2019.   | 110 godina, 89 dana  | SAD                     |
| 7.     | Еzio Ongaro          | М    | 20. lipnja 1907.    | 12. travnja 2017.   | 109 godina, 296 dana | Italija                 |
| 8.     | Аna Dodić Buršić     | Ž    | 31. listopada 1900. | 13. ožujka 2010.    | 109 godina, 133 dana | Italija                 |
| 9.     | Аna Zupičić          | Ž    | 30. siječnja 1902.  | 2. lipnja 2011.     | 109 godina, 123 dana | Italija                 |
| 10.    | Jovan Pribanić       | М    | 22. lipnja 1909.    | 31. svibnja 2018.   | 108 godina, 343 dana | SAD                     |
| 11.    | Mercede Salvi        | Ž    | 8. travnja 1916.    | 13. siječnja 2025.  | 108 godina, 280 dana | Italija                 |
| 12.    | Аntonija Palijaga    | Ž    | 20. srpnja 1913.    | 12. ožujka 2022.    | 108 godina, 235 dana | Italija                 |
| 13.    | Lusi Smilović        | Ž    | 16. lipnja 1906.    | 3. siječnja 2015.   | 108 godina, 201 dana | Italija                 |
| 14.    | Domenica Bernetti    | Ž    | 20. veljače 1917.   | Živa је             | 108                  | Italija                 |
| 15.    | Маrija Sindici       | Ž    | 15. siječnja 1908.  | 11. ožujka 2016.    | 108 godina, 56 dana  | Italija                 |
| 16.    | Аntonija Bertotto    | Ž    | 14. siječnja 1914.  | 5. ožujka 2022.     | 108 godina, 50 dana  | Italija                 |
| 17.    | Mileva Grbić         | Ž    | 15. rujna 1902.     | 31. listopada 2010. | 108 godina, 46 dana  | Srbija                  |